# Likoúrgos-Stéfanos Tsákonas
Likoúrgos-Stéfanos Tsákonas (Grieks: Λυκούργος-Στέφανος Τσάκωνας) (8 maart 1990) is een Griekse sprinter, die gespecialiseerd is in de 200 m. Hij nam tweemaal deel aan de Olympische Spelen, maar won hierbij geen medailles.

## Biografie
Op de Europese kampioenschappen in 2010 bereikte Tsákonas de finale van de 200 m. Hierin was hij goed voor een zevende plaats. Zijn grootste succes behaalde hij in 2011 door de 200 m bij de Europese kampioenschappen voor neo-senioren te winnen. Met een tijd van 20,52 s bleef hij de Brit James Alaka (zilver; 20,60) en Tsjech Pavel Maslák (brons; 20,67) voor.
Op de Olympische Spelen van 2012 in Londen plaatste hij zich via 20,56 in de series voor de halve finale. Daarin sneuvelde hij met een tijd van 20,52.

## Titels
- Kampioen Middellandse Zeespelen 200 m - 2013
- Grieks kampioen 200 m – 2009, 2010
- Europees kampioen U23 200 m - 2011

## Persoonlijke records
| Afstand | Prestatie          | Datum        | Plaats |
| ------- | ------------------ | ------------ | ------ |
| 100 m   | 10,46 s (-0.6 m/s) | 20 juli 2013 | Athene |
| 200 m   | 20,45 s (-0.7 m/s) | 26 juni 2013 | Mersin |
| 400 m   | 48,02 s            | 23 juni 2007 | Athene |

## Palmares

### 100 m
- 2014:  EK team - 10,22 s
- 2015:  EK team - 10,32 s

### 200 m
- 2007: 2e in ½ fin. WK U18 - 21,49 s
- 2008: 7e in ½ fin. WJK - 21,83 s
- 2009: 4e EK junioren - 21,16 s
- 2009: 5e EK team - 21,08 s
- 2009: 8e Middellandse Zeespelen – 21,27 s
- 2010: 7e EK – 20,90 s
- 2010:  EK team - 20,69 s
- 2011:  EK U23 - 20,56 s
- 2012: 1e in serie EK - 20,73 s
- 2012: 5e in ½ fin. OS - 20,52 s
- 2013:  Middellandse Zeespelen - 20,45 s
- 2013: 5e in ½ fin. WK - 20,56 s
- 2014:  EK team - 20,78 s
- 2014: 7e EK - 20,53 s
- 2015: 4e in ½ fin. WK - 20,22 s
- 2015:  EK team - 20,44 s
- 2016: 7e in ½ fin. OS - 20,63 s

### 400 m
- 2007: 4e in serie WK U18 - 49,55 s